# Olivier Dard
Pour les articles homonymes, voir Dard.
Olivier Dard, né en 1963, est un historien français. Professeur à Sorbonne-Université, il est spécialiste d'histoire politique.

## Biographie

### Jeunesse et études
Olivier Dard est titulaire d'une licence en information-communication (1984), d'une maîtrise en droit public (1985), diplômé de l'Institut d'études politiques de Paris (1986) et d'études approfondies en science politique (1987),. Après avoir été reçu à l'agrégation d'histoire en 1990, il soutient sa thèse de doctorat en histoire contemporaine en 1994 sous la direction de Serge Berstein à l'Institut d'études politiques de Paris (IEP Paris).

### Parcours professionnel
Poursuivant une carrière d'enseignant et chercheur, il est maître de conférences à l'IEP de Paris, à l'université de Franche-Comté et à l'université Paris-Nanterre. En 2001, il obtient son habilitation à diriger des recherches puis est nommé en 2003 professeur d'histoire contemporaine à l'université Paul-Verlaine à Metz. Il dirige jusqu'en 2013 le Centre de recherche universitaire lorrain d'histoire.
Depuis 2013, il est professeur à l'université Paris-Sorbonne (Paris IV).
De 2015 à 2018, il appartient au Comité pour l'histoire préfectorale.
En mars 2017, il est invité à déjeuner par le président François Hollande, avec Nonna Mayer, Alexandre Dézé, Nicolas Lebourg et Jean-Claude Monod, pour évoquer l'hypothèse d'une victoire de Marine Le Pen lors de l'élection présidentielle de 2017[pertinence contestée].
En 2018, il participe au lancement de la Fondation du Pont-Neuf, cercle de réflexion conservateur qui chercherait des « convergences entre droite dure et extrême droite », selon Marianne. La fondation aurait pour objet de « fournir des notes aux proches de Marion Maréchal mais aussi aux équipes de Laurent Wauquiez », d'après Le Canard enchaîné. Selon les dires de Dard, rapportés par Le Monde, il n'a pas été « dans le cercle fondateur » de cette fondation lancée par une de ses relations, le maurrassien Frédéric Rouvillois avec qui il a dirigé un Dictionnaire du conservatisme. Le Monde présente Dard comme un compagnon de route de cette fondation en avril 2018.
Par ailleurs, Olivier Dard demeure « un assez proche compagnon de route » de l'Action française, où il « anime régulièrement des Cercles de formation », selon le sociologue Emmanuel Casajus.
Il dirige le laboratoire Écrire une histoire nouvelle de l'Europe[pertinence contestée].

## Polémiques

### Polémique liée au livre des commémorations nationales
À la demande du Haut Comité des commémorations nationales, il rédige une notice de trois pages sur Charles Maurras, « personnage emblématique et controversé », pour le livre des commémorations nationales de 2018. Sur décision de la ministre de la Culture Françoise Nyssen, les trois pages sont intégralement « supprimées » et les ouvrages déjà imprimés sont envoyés au pilon,. À la suite de cela, le Haut Comité des commémorations nationales (incluant les historiens Jean-Noël Jeanneney et Pascal Ory) présente sa démission.

Dans Libération, Olivier Dard distingue les deux significations du terme polysémique « commémoration » : la « célébration » d'une part et l'acte consistant à « rappeler et remémorer » d'autre part. L'historien ajoute que Maurras est un « personnage important et représentatif de l'histoire française » et qu'étudier uniquement « les gens « acceptables » » signifierait « s'interdire de comprendre la complexité. » Selon Dard, le chef de l'Action française « ne se limite pas à l'antisémitisme, même si son antisémitisme est précoce, profond et constant ». Cependant, le journaliste Daniel Schneidermann reproche à la notice commémorative de n'évoquer l'antisémitisme maurrassien qu’accessoirement par une formulation qu'il juge « contournée » : 
« Antidreyfusard, [Maurras] dénonce « le syndicat de la trahison », que symbolise « l'Anti-France », celle des « quatre États confédérés » (juifs, francs-maçons, protestants, et métèques). »
 Le journaliste précise toutefois que les concepteurs de la notice officielle sont, à ses yeux, « insoupçonnables de toute complaisance à l'égard de l’antisémitisme (…) Olivier Dard compris, qui convint sur France Culture, que oui, Maurras était incontestablement antisémite, tellement antisémite qu'il ne valait pas la peine de le rappeler ».

### Polémique liée à Munich et à l’émissionDébatDocde La Chaîne parlementaire
Le 6 juin 2022, sur La Chaîne parlementaire (LCP), l'émission DébatDoc de Jean-Pierre Gratien diffuse un documentaire sur les collaborateurs venus de la gauche tels Jacques Doriot ou Marcel Déat. Olivier Dard est invité en plateau, comme deux autres historiens. Au cours de l'émission, un des historiens, Fabrice Grenard, affirme faussement que « Tout le monde a été quasiment munichois, en dehors de trois ou quatre députés qui votent contre ». Olivier Dard confirme ensuite le propos de Jean-Pierre Gratien selon lequel les députés communistes auraient voté, comme le reste de la Représentation nationale, en faveur des accords de Munich avec Hitler, semblant contester le vote d’opposition des 73 députés membres du PCF, et rappelle les noms des deux seuls députés non-communistes ayant voté contre les Accords, Henri de Kérillis, de droite, et Jean Bouhey, socialiste.
Sur le site Arrêt sur images, Daniel Schneidermann évoque un « crash historique sur LCP », un « délit d'amnésie historique collective » avec des propos semblant relever d’une révision de l’histoire parlementaire française. Il s'en prend surtout à Olivier Dard, affirmant que l'erreur historique tenue dans cette émission est « beaucoup moins étonnante » de sa part.

## Publications

### Ouvrages
- La synarchie ou le mythe du complot permanent, Paris, Perrin, coll. « Terre d'histoire », 1998, 294 p. (ISBN 2-262-01099-4, présentation en ligne). Réédition revue : La synarchie ou le mythe du complot permanent, Paris, Perrin, coll. « Tempus » (no 469), 2012, 384 p. (ISBN 978-2-262-04101-4, présentation en ligne), [présentation en ligne].
- Jean Coutrot : de l'ingénieur au prophète, Besançon, Presses universitaires franc-comtoises, coll. « Annales littéraires de l'Université de Franche-Comté. Série Historiques » (no 15), 1999, 468 p. (ISBN 2-913322-06-9, présentation en ligne).
- Les années trente : le choix impossible, Paris, Librairie générale française, coll. « Références : histoire » (no 556), 1999, 274 p. (ISBN 2-253-90556-9, présentation en ligne).
- Le rendez-vous manqué des relèves des années trente, Paris, Presses universitaires de France, coll. « Le nœud gordien » (no 367), 2002, 332 p. (ISBN 2-13-051544-4, présentation en ligne).
- Voyage au cœur de l'OAS, Paris, Éditions Perrin, 2005, 423 p. (ISBN 2-262-01154-0, présentation en ligne), [présentation en ligne]. Réédition revue : Voyage au cœur de l'OAS, Paris, Éditions Perrin, coll. « Tempus » (no 367), 2011, 533 p. (ISBN 978-2-262-03499-3, présentation en ligne).
- Bertrand de Jouvenel, Paris, Éditions Perrin, 2008, 526 p. (ISBN 978-2-262-02916-6, présentation en ligne), [présentation en ligne]
- Charles Maurras : le maître et l'action, Paris, Armand Colin, coll. « Nouvelles biographies historiques », 2013, 352 p. (ISBN 978-2-200-24347-0, présentation en ligne), [présentation en ligne].
- Henri Queuille, Journal de guerre Londres-Alger, (avril 1943-juillet 1944), présenté et annoté par Hervé Bastien et Olivier Dard, préface de Serge Berstein, Plon/Fondation Charles de Gaulle, 1995, 379 p.
- Avec Ana Isabel Sardinha-Desvignes, Célébrer Salazar en France (1930-1974) : du philosalazarisme au salazarisme français, Paris, Peter Lang, coll. « Convergences », 2018.
- Avec Jean Philippet, Février 34, L'affrontement, Fayard, 2024, 752 p. (ISBN 9782213655260, présentation en ligne).

### Direction d'ouvrages
- Olivier Dard (dir.), Jean-Claude Daumas (dir.) et François Marcot (dir.), L'Occupation, l'État français et les entreprises : actes du colloque organisé par l'Université de Franche-Comté, Laboratoire des sciences historiques et le Musée de la Résistance et de la déportation de Besançon, à Besançon, les 24, 25 et 26 mars 1999, Paris, Association pour le développement de l'histoire économique (ADHE), coll. « Histoire économique », 2000, 487 p. (ISBN 2-912912-06-7, OCLC 491435669, présentation en ligne).
- Patrice Caro, Olivier Dard, Jean Claude Daumas (dir.), Les Politiques d'aménagement du territoire en France. Racines, logiques et résultats, Presses universitaires de Rennes, 2002.
- Olivier Dard, Gilles Richard (dir), Les Permanents patronaux : éléments pour l'histoire de l'organisation du patronat en France dans la première moitié du XXe siècle, Centre de Recherche Histoire et Civilisation de l'université de Metz, 2005.
- Olivier Dard, Étienne Deschamps (dir), Les Relèves en Europe d'un après-guerre à l'autre. Racines, réseaux, projets et postériorités, PIE, Peter Lang, 2005. présentation en ligne.
- Dominique Barjot, Olivier Dard, Jean Garrigues, Didier Musiedlak et Éric Anceau (dir.), Industrie et Politique en Europe occidentale et aux États-Unis (XIXe – XXe siècles), Presses de l'université Paris-Sorbonne, 2006.
- Olivier Dard et Natalie Sévilla (dir.), Le Phénomène ligueur sous la IIIe République, Metz, Centre régional universitaire lorrain d'histoire, 2008
- Olivier Dard, Hans-Jürgen Lusebrink (éds),  Américanisations et antiaméricanismes comparés, Presses universitaires du Septentrion, 2008.
- Olivier Dard (dir.) et Daniel Lefeuvre (dir.), L'Europe face à son passé colonial, Paris, Riveneuve éditions, coll. « Actes académiques », 2009, 391 p. (ISBN 978-2-914214-55-1, présentation en ligne).
- Olivier Dard (dir.) et Michel Grunewald (dir.), Charles Maurras et l'étranger, l'étranger et Charles Maurras : L'Action française : culture, société, politique II, Berne, Peter Lang, coll. « Convergences » (no 50), 2009, VIII-432 p. (ISBN 978-3-0343-0039-1, présentation en ligne).
- Olivier Dard (dir.) et Michel Grunewald (dir.), Jacques Bainville : profils et réceptions, Berne, Peter Lang, coll. « Convergences » (no 57), 2010, 276 p. (ISBN 978-3-0343-0364-4, présentation en ligne).
- François Cochet (dir.) et Olivier Dard (dir.), Subversion, anti-subversion et contre-subversion, Paris, Riveneuve, coll. « Actes académiques », 2010, 373 p. (ISBN 978-2-914214-97-1, présentation en ligne).
- Olivier Dard (dir.), Georges Valois, itinéraire et réceptions, Berne, Peter Lang, coll. « Convergences » (no 59), 2011, VI-266 p. (ISBN 978-3-0343-0505-1, présentation en ligne).
- Olivier Dard et Nathalie Sévilla (dir.), Le Phénomène ligueur en Europe et aux Amériques, Metz, Centre régional universitaire lorrain d’histoire, 2011
- Olivier Dard (dir.) et Gilles Richard (dir.), Les droites et l'économie en France au XXe siècle, Paris, Riveneuve éditions, coll. « Actes académiques », 2011, 366 p. (ISBN 978-2-36013-049-8, présentation en ligne).
- Olivier Dard (dir.) et Victor Pereira (dir.), Vérités et légendes d'une OAS internationale, Paris, Riveneuve éditions, coll. « Actes académiques », 2013, 256 p. (ISBN 978-2-36013-187-7, présentation en ligne).
- Olivier Dard, Claude Didry, Florent Le Bot et Cédric Perrin (dir.), Les mille peaux du capitalisme : l'Homme et la Société, L'Harmattan, 2015  (ISBN 978-2-343-06309-6).
- Dominique Barjot, Olivier Dard, Frédéric Fogacci et Jérôme Grondeux (dir.), Histoire de l'Europe libérale. Libéraux et libéralisme en Europe, XVIIIe – XXIe siècle, Nouveau Monde Éditions, 2016
- Olivier Dard, Éric Anceau et Jacques-Olivier Boudon, Histoire des internationales, Nouveau Monde Éditions, 2017, 320 p.
- Olivier Dard, Christophe Boutin et Frédéric Rouvillois (dir.), Le Dictionnaire du conservatisme, Éditions du Cerf, 2017.
- Florent Le Bot, Olivier Dard, Camille Dupuy et Cédric Perrin (dir.), L'Homme-Machine (1). Le Travailleur-Machine, L'Harmattan, coll. « L'Homme et la Société », N° 205, janvier 2018  (ISBN 978-2-343-13933-3).
- Olivier Dard, Christophe Boutin et Frédéric Rouvillois (dir.), Le Dictionnaire des populismes[25], Éditions du Cerf, 2019.
- Olivier Dard, Christophe Boutin et Frédéric Rouvillois (dir.), Le Dictionnaire du progressisme, Cerf, 2022.
- Olivier Dard, Noëlline Castagnez, Maxime Launay et Jean Vigreux (dir.), L'anticommunisme en France et en Europe, 1917-1991, Presses universitaires de Rennes, 2025.